# Центральний (Таштагольський район)
Центра́льний (рос. Центральный) — селище у складі Таштагольського району Кемеровської області, Росія. Входить до складу Каларського сільського поселення.

## Населення
Населення — 168 осіб (2010; 182 у 2002).
Національний склад (станом на 2002 рік):
- росіяни — 89 %